# Francesco Scotti
Francesco Scotti (Casalpusterlengo, 25 luglio 1910 – Milano, 24 gennaio 1973) è stato un politico comunista e antifascista italiano.

## Biografia
Si iscrisse al Partito Comunista Italiano nel 1928, mentre era studente di medicina a Milano; iniziò a lavorare con i comunisti di Casalpusterlengo, ma fu arrestato dalla polizia fascista, processato dal Tribunale speciale e condannato a 7 anni. Nel 1934 usufruì dell'amnistia, riprese gli studi e la lotta nelle fabbriche milanesi, ma nel 1936 dovette fuggire in Francia per evitare un arresto e da lì si recò in Spagna, dove combatté nella guerra civile spagnola.
Dopo la guerra si trasferì in Francia, dove tra il 1939 e il 1943 fu responsabile politico degli emigrati politici e poi dei partigiani italiani attivi in Francia meridionale. Dopo l'8 settembre 1943 ritornò in Italia, a Milano, dove collaborò con Luigi Longo nella gestione del Comando generale delle Brigate Garibaldi, dirigendo nello specifico quelle attive in Piemonte, Lombardia e Liguria. Nel giugno 1944 divenne comandante regionale delle Brigate Garibaldi, poi organizza l'insurrezione di Torino, per la quale ricevette la cittadinanza onoraria dopo la guerra.
Fu eletto all'Assemblea Costituente, deputato nella I e II Legislatura e senatore nella III e IV Legislatura. In senato, durante il suo secondo mandato, fu vicepresidente della commissione Igiene e Sanità.
Scotti ricoprì anche numerosi incarichi in seno al PCI e all'associazionismo partigiano italiano ed internazionale. Dal maggio 1945 al giugno 1946 fu presidente della federazione comunista milanese, mentre dal dicembre 1945 fu membro del comitato centrale del PCI. Ricoprì inoltre l'incarico di presidente del comitato provinciale di Milano dell'ANPI dal 1948 al 1959 e dal 1950 fu membro del consiglio mondiale dei Partigiani della Pace. Dal 1969 alla morte fu vicepresidente nazionale dell'ANPI.
È sepolto nel cimitero di Lambrate, nella tomba familiare.

## Omaggi
Sulla sua casa natale in via Garibaldi a Casalpusterlengo è stata affissa una lapide che ne ricorda la figura. Sempre nel suo paese natio gli è stata intitolata una scuola elementare.
A Scotti sono state intitolate strade a Casalpusterlengo, San Martino in Strada e Civitavecchia.